# 버커니어 아레나
버커니어 아레나(Buccaneer Arena)는 미국 아이오와주 어번데일에 위치한 실내 경기장이다. 과거 IHL 디모인 오크 리프스와 디모인 캐피탈스의 홈경기장으로 사용했다.